# Metrel
Metrel d.o.o. je slovensko podjetje, ki proizvaja merilno in testno opremo za električno varnost. Podjetje je bilo ustanovljeno leta 1957, sedež je v Horjulu. Podjetje ima lasten razvoj, proizvodnjo in je prisotno na preko 80 trgih po celem svetu. Lastni podružnici ima na področju Nemčije in Združenega kraljestva. Model delovanja je sodelovanje z enim ali več lokalnimi partnerskimi podjetji, ki skrbijo za prodajo, servis in kalibracijo merilne opreme na posameznih lokalnih trgih.  
Skupina Metrel je sestavljena iz šestih podjetij 
- Metrel DUS d.d. (Krovno podjetje)
- Metrel d.o.o.
- Metrel-Mehanika d.o.o.
- Metrel GmbH (nemška podružnica)
- Metrel UK Ltd. (britanska podružnica)
- Kopa d.d.

## Izdelki
- Instrumenti za preverjanje varnosti električnih inštalacij
- Instrumenti za preverjanje varnosti električnih strojev
- Instrumenti za preverjanje izolacijske upornosti
- Instrumenti za analizo kakovosti električne energije
- Instrumenti za testiranje transformatorjev
- Instrumenti za merjenje in testiranje električne ozemljitve
- Oprema za laboratorije in šole
- Digitalni multimetri
- Kleščni merilniki toka in napetosti
- Drugo